# Channel 5 (Thái Lan)
Đài Phát thanh và Truyền hình Quân đội Hoàng gia Thái Lan hay còn được biết đến với tên Channel 5 là một kênh truyền hình địa phương ở Thái Lan, được phủ sóng toàn quốc từ ngày 25 tháng 1 năm 1958. Đây là kênh thứ hai được phát sóng tự do sau Channel 4. Nhằm phát triển nền công nghiệp giải trí, từ đó giúp cho vương quốc Thái Lan được đoàn kết và phát triển hơn, chính là mục tiêu hoạt động của Channel 5.

## Lịch sử hình thành
Từ khi được thành lập vào ngày 25 tháng 1 năm 1958, Channel 5 tự hào đã đạt được nhiều thành tựu trong lĩnh vực giải trí, cũng như đã nhận được sự quan tâm, theo dõi của nhiều người dân Thái Lan. Kênh được phát sóng 24 giờ mỗi ngày, nhưng những chương trình chính chỉ được bắt đầu vào lúc 5 giờ sáng và kết thúc vào 3 giờ sáng hôm sau. Từ 3 đến 5 giờ sáng, kênh chuyên dùng cho việc quảng cáo, mua hàng trực tuyến.

## Phê bình
Channel 5 đã từng bị chỉ trích do kéo dài việc phát sóng một số bộ phim, dẫn đến cốt truyện dài lê thê với quá nhiều mùa nhưng vẫn chưa kết thúc.
Đến năm 2014, do nhu cầu nâng cấp hệ thống chất lượng của kênh nên CEO Boy Takonkiet Viravan đã thành lập một kênh mới là One 31, Ch5 thì vẫn hoạt động nhưng sẽ không phát sóng phim mà chỉ phát sóng tin tức, những nội dung liên quan đến chính trị.

## Chương trình
Chương trình hàng ngày
- Phim truyền hình trong nước
- Phim truyền hình Hồng Kông
- Phim truyền hình của đài FTV Taiwan Hokkien
- Phim truyền hình của đài SET TV Taiwan Hokkien
- Phim truyền hình Singapore

## Khẩu hiệu
Khẩu hiệu của TV5 bằng tiếng Thái
นำคุณค่าสู่สังคมไทย
(1958-nay)